# Димитър Джувани
Димитър Джувани (на албански: Dhimitër Xhuvani) е виден албански писател, прозаик.

## Биография
Роден е в македонското албанско градче Поградец на 23 май 1934 г. Баща му Костак Джувани е уважаван учител от Елбасан. През 1944 година семейството му се спасява от войната в Мокра. След това се връщат в Поградец, а после заминават за Елбасан. Димитър Джувани завършва фелдшерско училище и работи в селски болници в околностите на Либражд, Пекин, Грамш и Църик. Продължава образованието си във Факултета по история и филология на Тиранския университет, след което учи в Москва.
Димитър печели множество литературни награди и творбите му са преведени на много езици, сред които английски, китайски, италиански и други. Умира в Тирана на 75 години.

## Творби
- Kambanat e fundit (1958)
- Midis dy netëve (1962)
- Tuneli (1966)
- Përsëri në këmbë (1970)
- Fan Smajli (1971)
- Zgjimi i Nebi Surrelit (1976)
- Do të jetojmë ndryshe (1979)
- Vdekja e zotit Kaloti (1981)
- Bota ime (1984)